# Malibu
Malibu a Los Angelestől néhány kilométerre északra kezdődő, kelet-nyugati irányban elhúzódó Santa Monica-hegység déli lejtőitől a Csendes-óceán partjáig húzódó keskeny, de hosszú partmenti sáv. Nevét az őslakos csumas indiánok Humaliwo (itt a hullámok hangosak) kifejezése után kapta. Hivatalos közigazgatási megnevezése: Malibu Incorporated City. A közeli Hollywood filmcsillagainak kedvelt lakóhelye, filmforgatások gyakori helyszíne.

## Malibu története

### Humaliwo, a csumas indiánok fővárosa
A tengerparti sávot és a hegységbe felnyúló völgyeket a halászattal, vadászattal foglalkozó békés csumas indiánok lakták a legkorábbi időktől fogva. Feljegyzések szerint igen ügyes kézművesek voltak. Legnagyobb településük az ezres lélekszámú Humaliwo a Malibu patak lagúnát alkotó torkolatánál volt.

### Az első európai felfedező

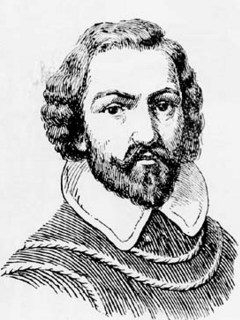
Juan Rodríguez Cabrillo, Malibu európai felfedezője

Az első európai expedíció két hajója 1542. október 10-én érkezett Juan Rodríguez Cabrillo spanyol felfedező parancsnoksága alatt. Három napig maradtak, a spanyol király nevében birtokba vették a környéket, elnevezték a kis falucskát az őslakosok számtalan kenuja után Pueblo de las Canoasnak, a kenuk városának, feltöltötték vízkészletüket, majd távoztak. A következő több mint kétszáz év alatt semmi változás nem történt. Néha kikötött egy-egy hajó vizet vételezni, de a csumasok háborítatlan életét semmi sem zavarta meg.

### A spanyol gyarmatosítás
A következő expedícióra 1775-ben került sor. A fénykorán már túllévő spanyol birodalom Kalifornia északabbi területeinek kolonizálásával kívánta megelőzni a terület angol, esetleg orosz érdekkörbe vonását. Juan Bautista de Anza vezetésével 250 főből álló expedíció indult el Mexikóból. Ismeretlen sivatagokon, hegyeken át vándoroltak észak felé. Következő év február 22-én a hegyek között egy kis patak forrása mellett táboroztak le, amikor a csapat egyik katonájának, Felipe Santiago Tapiának (1745–1811) kilencéves fia, egy bizonyos Jose Bartolome Tapia (1766–1824) lóra pattant, majd egy régi indián ösvényt követve néhány mérföldet lelovagolt a patak folyása mentén és első, a szárazföld felől érkező európaiként meglátta a malibui lagúnát. Az expedíció által bejárt és feltérképezett helyeken ferences rendi missziók létesültek, megkezdődött az őslakosság kereszténységre való térítése, majd a betelepülés.

### Rancho Topanga Malibu Sequit
Spanyol szokás szerint a meghódított területeken királyi tulajdonban lévő nagybirtokokat alakítottak ki, ezek egyike lett az 1804-ben létrehozott, a mai városnál nagyobb méretű, 43 kilométer hosszan elnyúló 53 négyzetkilométeres Rancho Topanga Malibu Sequit, melynek első gazdája az időközben fényes katonai karriert befutott és ennek jutalmaként a birtok használati jogát gazdálkodás céljára megkapó fentebb említett José Bartolome Tapia lett. A család a spanyol uralom vége után is megtarthatta birtokát. A húszezer főre becsült csumas törzs tagjait más helyeken, pl. a San Fernando-völgyben telepítették le, ahol az embertelen munka- és életkörülmények, betegségek hatására a törzs a kihalás szélére került.
A birtok következő bitorlója egy Leon Victor Prudhomme (1822–1871) nevű fiatal francia lett, aki feleségül vette Felipe Santiago Tapia unokáját, majd annak özvegyétől 1848-ban megvette a birtokot. A szerződés aláírására véletlenül éppen azon a napon került sor, amikor Kaliforniában megtalálták az aranyat. A tömegesen érkező aranyásók, kalandorok ellátása komoly jövedelmet biztosított a birtok számára. Időközben a rövid mexikói uralom is a végéhez ért, kezdett kialakulni a jövendőbeli Kalifornia állam. Az új hatalom megfelelő igazolások hiányában nem ismerte el Prudhomme jogát a területre, pereskedések kezdődtek. Néhány évvel később az aranyláz fellendülése is véget ért, a jövedelem megcsappant, Prudhomme egyre nehezebben tudta viselni a sok éve tartó pereskedés költségeit.
A birtokért tovább harcolni nem kívánó Prudhomme vevőt keresett, amit egy Matthew Keller (1811–1881) nevű ír–mexikói férfi személyében meg is talált. A később Don Mateo nevet felvett férfi, annak ellenére, hogy tudott a tulajdonviszony körüli problémáról, 1400 dollárért megvette a birtokot, így ő lett a annak harmadik gazdája, 1857-től. Hét évvel később a bíróságon sikerült rendeznie a birtokviszonyt.

### A Rindge-korszak

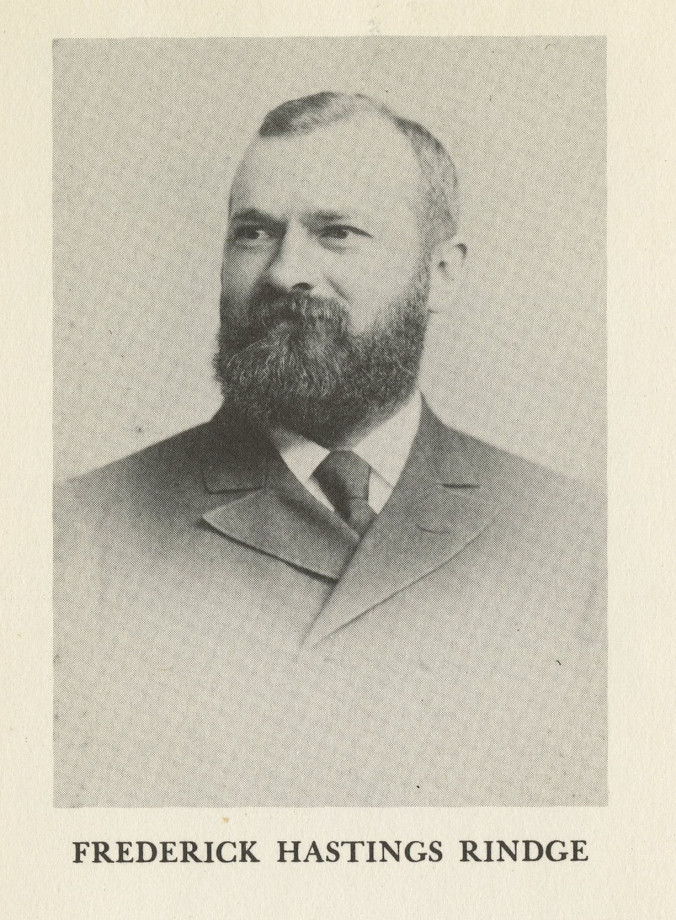
Frederick Hastings Rindge

1892-ben, 11 évvel Don Mateo halála után fia eladta a birtokot Frederick Hastings Rindge (1857–1905), egy különféle gazdasági ágazatokban érdekelt, dúsgazdag és különc, de kivételesen jólelkű és emberbarát bostoninak, 140 ezer dollárért. A vevő egész életében gyenge egészségi állapotban volt, rossz volt a szíve és súlyos, akkoriban még kezelhetetlen cukorbetegségben szenvedett, ezért egy különlegesen jó klímájú és egészséges helyre kívánt költözni, amit itz meg is talált. Ő, majd özvegye lett a negyedik, egyben utolsó kizárólagos tulajdonosa a közel ötven kilométer hosszú partszakasznak. Hamarosan további vásárlásokkal az eredeti 13 316 acre-os birtokot 17 100 acre területűre bővítette. A századforduló körüli években a Rancho Malibu régi hagyományait folytatva virágzó gabonatermelő és marhatenyésztő gazdaság volt. Ahol ma gazdag hírességek luxusvillái állnak, alig száz évvel korábban gabona és gyümölcs termett, és több ezer marha legelt. Akkoriban a mai Los Angeles is egy pár száz lakosú falucska volt, és a mai város legnagyobb részén babot termeltek. Noha volt egy nagy házuk Los Angelesben (a ház azóta műemléki védettséget élvez), Rindge felépített egy lakás és a birtok vezetésére egyaránt szolgáló házat a mai Serra Retreat tövében. 1903-ban egy tűzvész a házat elpusztította.
Az egyre gyengébb egészségi állapotba kerülő Frederick Hastings Rindge 1905 júniusában északra utazott, egy bánya esetleges megnyitása, valamint pihenés céljából, ahol augusztus elején váratlanul diabéteszes kómába esett, majd meghalt. Közvetlenül a halála előtt még egy nagy ültetvényt hoztak létre a birtokon, valamint ekkor készült el a terményszállító hajók fogadására épített malibui móló is. Az elkövetkező években özvegye, Rhoda May Knight (1864–1941) vezette tovább a birtokot.
Mrs. Rindge férje álmai szerint járt el, de annak barátságos és kompromisszumképes természete nélkül. Malibu a jövőben afféle állam az államban, zárt, magántulajdonban álló riviéra lett volna, amit csak lassan, szigorúan meghívásos alapon kívántak megnyitni az idegenek előtt. Tervei megvalósítása azonban szembement a tényleges közakarattal, valamint a helyi hatóságokkal. Igen határozott és céltudatos irányítása felvirágzás helyett a teljes összeomlásba vitte a birtokot és a családot.

#### Harc a vasútépítőkkel
Az első probléma a vasútépítőkkel volt. Még 1904-ben a Southern Pacific Railroad Company a birtok teljes hosszán keresztül akarta megépíteni a Santa Monica - Santa Barbara vasútvonalat. Mivel egy jogszabály szerint két, egymással párhuzamosan futó vasút nem engedélyezhető, a tervet az elzárkózásban hívő tulajdonosoknak úgy sikerült megakadályozniuk, hogy egy rövid életű saját vasútvonalat építettek a nagy vasúttársaság távoltartására, amely 1908-ban nyílt meg, de csak két évtizedig volt használatban. A vonal neve Hueneme, Malibu and Port Los Angeles Railroad volt. Teljes hosszában sohasem készült el, főként a birtok terményeit szállította birtok nyugati területéről a malibui mólóhoz. Ügyvezető igazgatója, egyben az ország történetének egyetlen női vasúttársaság-igazgatója Mrs. Rindge volt. Az országút elkészülte után a vasútra nem volt többé szükség, leállították, vasanyagának egy részét felhasználták a Rindge-gát építésekor.

#### A birtok lezárása
A közel ötven kilométer hosszú birtokon csak gyenge minőségű gazdasági utak voltak, melyeket évtizedek óta bárki szabadon használhatott. 1907 márciusában azonban váratlanul, fegyveresekkel őrzött kapukat emeltek a bevezető utakra. A határon attól fogva az alkalmazottakon és meghívottakon kívül senkit nem engedtek át. A lezárást azzal indokolták, hogy a fegyelmezetlen, sokszor az út mentén éjszakázó átutazók felelősek a gyakori tűzesetekért. A közvetlen szomszédok egy része is kizárólag rajtuk keresztül tudta megközelíteni saját birtokát. Őket ötletszerűen egyszer átengedték, másszor nem. Los Angeles és Ventura megye között a termékeket ezután csak kerülő úton lehetett szállítani a San Fernando-völgy irányában. Apály idején a nedves parti homokon ugyan szabad volt közlekedni, de a helyenként vízbe nyúló sziklák akadályozták a továbbjutást. Magára a birtok területére való lépés tiltott volt.
Miután több incidens is történt, az első per a család ellen a kapuk felnyitása és a szabad közlekedés biztosítása végett, 1907 végén kezdődött. A per folyamán a felelőtlen átutazók által okozott bozóttüzekkel indokolták a birtok lezárását. Az elkövetkező évtizedek folyamatos pereskedésekkel teltek, egészen Mrs. Rindge haláláig. 1917-ig minden szinten a Rindge család nyerte meg a pereket, így a birtok tíz éven keresztül zárva maradt. Perben álltak többek között Los Angeles és Ventura megyével, Kalifornia állammal, a Földhivatallal, és az útfejlesztésekért felelős hivatallal is.

#### Harc az útépítőkkel
Az automobilizmus gyors és korai fejlődésével egyre inkább megjelent az igény egy Santa Monica és Ventura megye között, a parton épített útra, a hosszú, kanyargós és veszélyes hegyi elkerülő utak helyett. Egy igen keskeny és rossz minőségű gazdasági út ugyan már húzódott a part mentén, de a birtok lezárása után azt idegenek nem használhatták. Mivel az új és várhatóan forgalmas út a birtok legértékesebb területén húzódott volna, azt teljes hosszában elvágva a vízparttól, ismét igen költséges pereskedés kezdődött. Végül a megye győzött, 1919-ben megkezdődött az útépítés. Frederick Hastings Rindge „Queen of Malibu” néven is emlegetett özvegye lóháton, töltött puskával, fegyveres zsoldosokkal fogadta az útépítőket a birtok kapujában. Három napig sikeresen tartották a frontot, de végül minden hiába volt. Két évnyi, a tengerig nyúló sziklák miatt helyenként igen nehéz munka után, 1921. november 3-án nagy ünnepség és ezer autó felvonulásával megnyitották a megye által épített partmenti országutat.
A megye által épített országút rövidebb és biztonságosabb közlekedést tett lehetővé északi irányba, de keskeny volt, szilárd útburkolat nélkül. Az 1920-as évek közepén Santa Monicától déli irányba már készen volt a korszerű, széles Roosevelt Highway állami országút, ám a másik irányban, a malibui ranch határán egyszerűen véget ért a pálya. Alig zárult le a megyével való csatározás, amikor Kalifornia is bejelentette, folytatni kívánja az országutat Ventura megye felé, Malibun keresztül. Az igen költséges pereskedés újra kezdődött, az állammal való csatározás megjárta az amerikai Legfelsőbb Bíróságot is, ahol a William H. Taft, későbbi elnök vezette bíróság 1923. június 11-én, a közjóra való tekintettel elutasította a Rindge család igényét. 1929 júniusában megnyitották a Roosevelt Highway, mai nevén Pacific Coast Highway utat. Malibu évszázados elszigeteltsége ezzel végleg véget ért.

#### A Rindge-korszak és az egységes Malibu ranch vége

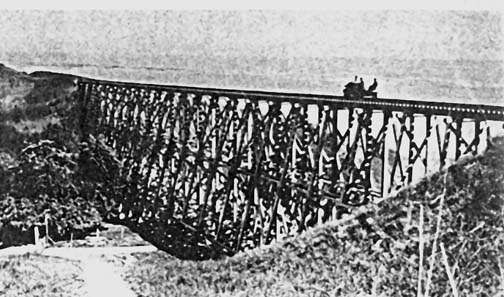
Az egykori malibui vasút hídja

A bevételek növelésére 1925-ben megalapították a Marblehead Land Company céget a birtok ingatlanfejlesztésének bonyolítására, majd közvetlenül a lagúna mellett megkezdődött a kimondottan filmeseknek szánt Malibu Movie Colony felépítése. A Marblehead Co. által épített házakat eredetileg tíz év bérletre adták, az első igénylő egy Anna Q. Nielson nevű némafilmsztár volt, 1926 körül.
1926-ban egy száz munkást foglalkoztató kis díszcsempegyárat alapítottak, neve Malibu Potteries. Kiváló minőségű, művészi színvonalú termékei mai napig megtalálhatók Beverly Hills régebbi villáiban és középületeiben. A gyár 1931 novemberében részben leégett, 1932-ben újranyitották, de még ugyanabban az évben a nagy gazdasági világválság miatt tönkrement, és bezárt.
Mrs. Rindge a válság előtti utolsó jó évben, 1928-ban megkezdte ötvenszobás kastélyának építését, amit azonban befejezni már nem tudott, majd az egyre apadó bevételek és a növekvő terhek miatt kénytelen volt megkezdeni az addig egységes birtok felparcellázását, megindult a közeli Hollywoodból a nyugalomra vágyó filmsztárok betelepülése és az eredetileg csak tíz év bérletre kiadott Malibu Movie Colony telkeinek eladása. A sors iróniája, hogy a világtól elvonulni kívánó különc Rindge család pont azoknak a hírességeknek adta el a birtokot, akik végül a Malibu nevet világszerte ismertté tették.
A családon és a birtokon azonban már ez sem segített. Az egykor igen gazdag és tiszteletreméltó családdal és a birtokkal kapcsolatos, többnyire negatív hangnemű cikkek szinte hetente jelentek meg a Los Angeles Times napilapban, a közvélemény is ellenük fordult, napirenden voltak a különféle perek. A család birtokában számos egyéb, nagy értékű ingatlan és vállalkozás is volt, ezeket maradéktalanul elsöpörte a világválság. 1938 júniusában Mrs. Rindge hivatalosan is csődöt jelentett. Egy évvel később egy régi és viszonylag csekély összegű tartozás miatt le is tartóztatták, s bíróság elé állították. A bíró úgy búcsúzott el tőle, hogy elég volt a bajkeveréseiből.
A néhány évtizede még dúsgazdag és befolyásos Mrs. Rindge minden vagyonát elvesztett nincstelenként halt meg egy Los Angeles-i kórházban, 1942-ben. Úgy tartják, ha felismeri az idők szavát, nem megy szembe a megyével és az állammal, nem vállal fel évtizedes, rendkívül költséges pereskedéseket, az akkor még jól menő birtok számára is igen megterhelő vasútépítést, története szerencsésebb véget érhetett volna. Így azonban néhány elhibázott döntés, valamint a gazdasági világválság megpecsételte a birtok sorsát.
A századfordulón még virágzó Rancho Malibu még megmaradt részét Mrs. Rindge halálakor már igen komoly adósság terhelte. Az egykori hatalmas birtok továbbdarabolását és eladását a Marblehead Land Company folytatta, amelynek ügyvezetője lánya, Rhoda Rindger Adamson volt.

#### A Rindge-korszak öröksége

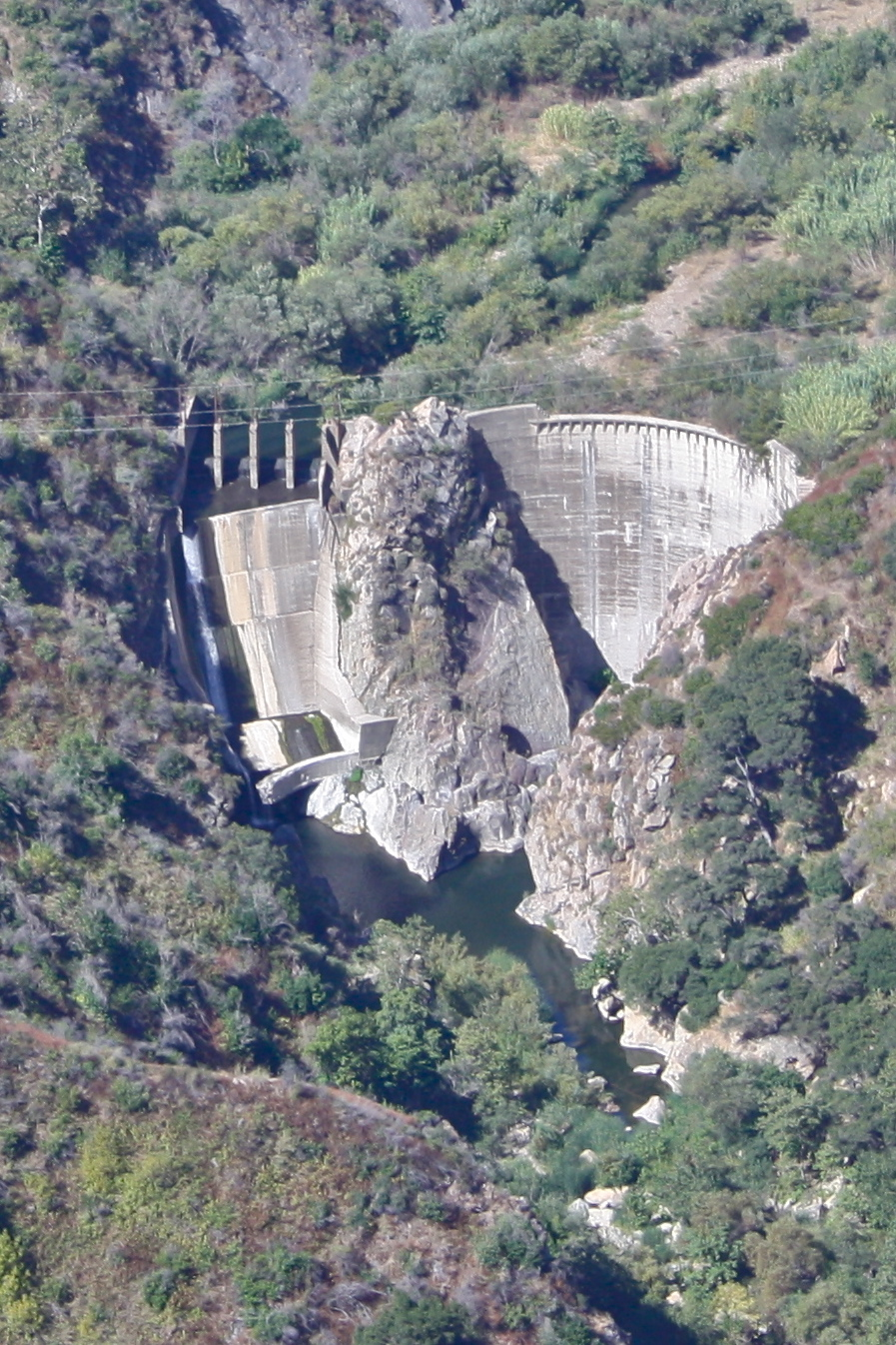
A Rindge-gát

A Rindge család által Malibuban létrehozott számos értékből szinte semmi sem maradt fent. Az egykori vasút nyomtalanul eltűnt, mára a pályája is nehezen beazonosítható, néha az otthagyott és eltemetődött talpfák közül egy-egy felszínre kerül a pálya mentén. A móló mellett álló díszcsempegyárat lebontották, ötvenszobás épülő kastélyuk a Serra Retreat félbemaradt, 1942-ben eladták a ferences rendnek, 1970-ben tűzvész áldozata lett, de később újjáépült. A másik megmaradt emlék az Adamson-ház, lányuk, Rhoda Rindge Adamson a lagúna mellett, a parton épített háza. 1968-ban autóparkoló építése miatt le akarták bontani, a városvédők 14 évi küzdelme után azonban felvették az amerikai történeti emlékhelyek listájára, mára a helyi múzeum (Malibu Lagoon Museum). Az egykor a gabonaszállító hajókat fogadó malibui móló mára turistalátványosság, filmek gyakori helyszíne. A Malibu patak felsőbb folyása mentén, mintegy négy kilométerre a várostól, nehezen megközelíthető helyen áll a birtok vízellátásának megoldására 1926-ban megnyitott látványos Rindge-gát. A mögötte lévő víztározó az évtizedek alatt feltöltődött. A rossz állapotú, magára hagyott gát lebontása, vagy műemlékké nyilvánítása egyaránt szóba került.

### Malibu napjainkban
A mára inkább végeláthatatlan villanegyednek, mintsem európai értelemben vett városnak nevezhető Malibu néhány évtized alatt hatalmas változásokon ment át. Felépült az első posta, benzinkút, az első motel, 1936-ban megnyitották a közönség számára a malibui mólót. Már az 1920-as évek végétől megindult a filmsztárok betelepülése, felépült az első zárt, őrzött utca, a Colony Drive, melyet még sok hasonló, idegenek elől lezárt övezet követett. A Malibuban forgatott Csirpe (Gidget) című film, valamint a Beach Boys együttes hullámlovas témájú dalai indították el az ötvenes évek hullámlovas mozgalmát, amelynek legfőbb helyszíne a malibui Zuma Beach volt.
Nagyarányú parcellázások kezdődtek, a partvonal mostanra sok helyen kilométereken keresztül szinte megközelíthetetlen az egybefüggő villasorok miatt. A völgyekben és az enyhe lejtőkön is nagyarányú villaépítkezések kezdődtek. Az egykori gabonatermelő és marhatenyésztő gazdaság néhány évtized alatt Kalifornia legdrágább és legelegánsabb lakóövezetévé vált. Az 1991-ben végrehajtott közigazgatási reform keretében az eredeti Malibu ranch nyugati széléről nyolc kilométernyi területet lecsatoltak a szomszédos Ventura megyéhez, majd a 34 kilométer hosszú, több, különböző nevű partszakasz Malibu Incorporated City néven egyesült. Az egyesülés célja a nagyobb fokú önállóság elnyerése, ezáltal egy gyorsforgalmi autópálya, egy atomerőmű és egy több százezer ember szükségleteit kiszolgálni képes csatornázási rendszer építésének megakadályozása, a település vidékies jellegének megőrzése. A város központja és az önkormányzat hivatala a malibui lagúna mentén található.

## Látványosságok
A Balaton északi partjára emlékeztető táj, a déli fekvésű, homokos partjáról és hatalmas hullámairól ismert partszakasz, a néhány száz méter magasságú, helyenként az óceán partjáig nyúló Santa Monica-hegység számtalan természeti, építészeti, történelmi, kulturális értéket rejt. A környék kiválóan alkalmas túrázásra, fürdőzésre és vízisportolásra.
Ki kell hangsúlyozni, Malibu gyakorlatilag egy 34 kilométer hosszú villanegyed. Európai értelemben vett belvárosra, sétálóutcákra, part menti kiépített sétányra nem szabad a látogatónak számítani. Városi sétáknál a hely elit jellege miatt előfordul, hogy kapuval lezárt és őrzött villaparkokkal találkozunk, az óceán mentén villasorokkal szegélyezett hosszú, szintén idegenek elől elzárt magánpartokba ütközhetünk. Ezek a zárt övezetek a nem ott lakó helybéliek elől ugyanúgy el vannak zárva, mint a turistáktól. Hegyvidéki túráknál az időjárás, valamint néhány veszélyes állat és növényfajta okozhat gondot.

### A lagúna környéke
A hosszan elnyúló város központja a Malibu-patak torkolata mentén fekszik. Itt a legfontosabb látványosság a patak lagúnát, afféle tavacskát alkotó torkolata, mely természetvédelmi övezet. Saját autóparkolója van, kis gyalogos hidakon a terület könnyen bejárható. Közvetlenül a lagúna partján fekszik az eredeti állapotában felújított, parkosított Adamson-ház, amely a helytörténeti múzeum. Az Adamson-háztól 400 méterre keletre található az 1905-ben épített, a 2000-es évek elején felújított híres malibui móló, filmek gyakori helyszíne. A mólóval szemközt a hegyek tövében a zárt és őrzött, nagyobb lakótelep nagyságú Serra luxusvilla-övezet található, közepén egy dombon az egykori Rindge-kastély, mára Serra Retreat néven ferences kolostor, mely korlátozott számban látogatókat is fogad. Mögötte néhány luxusvilla látható, Mel Gibson, Britney Spears, Charles Bronson és Olivia Newton-John voltak a lakói. Közvetlenül mögöttük kezdődnek a hegyek. A patak felső folyása mellett kisebb országút és gyalogösvény vezet a Santa Monica-hegység belsejébe.

### A lagúnától nyugat fele
A lagúnától közvetlenül nyugat felé találjuk a filmsztárok negyedét, a zárt és őrzött Malibu Colonyt. Az egyetlen utcából és két sor házból álló telep saját partja a szintén zárt Malibu Beach. Malibu Colony és a lagúna között egy golfpálya van, közvetlenül felettük, az autóút másik oldalán található a városközpont. Erre azonban mindössze egy közepes méretű bevásárló és szabadidőközpont (Malibu Country Mart), az 1972-ben nyílt, majd 2006-ban két termesre bővített kicsi, de rendkívül elegáns mozi, a könyvtár, valamint az önkormányzat épülete emlékeztet.
A Malibu Colony után a Bluff természetvédelmi park található, amely a 2007-es tűzvész során súlyosan károsodott. Felette, a hegyoldalban látható a kisebb lakótelep méretű, természetközeli módon kialakított Pepperdine University egyetem parkokkal, tavacskákkal körülvett épületcsoportja. Területén található a modern művészeteknek szentelt Weisman Museum of Art. Néhány kilométerrel nyugatra, Barbra Streisand 1993-ban leégett birtokán alakították ki a Ramirez Canyon Parkot, mely hetente egyszer, szerdai napokon látogatható, előzetes bejelentkezéssel. Tovább, nyugat felé található a Point Dume fok, kilátóhely, természetvédelmi övezet, a vízparton különleges sziklaalakzatokkal. A lagúna és a fok között csak egyetlen, szabadon látogatható partszakasz van, az Escondido Beach, a kajakosok és a kutyások partja. A többi partszakaszra a szabályok szerint kutyát nem szabad bevinni. Közvetlenül a Point Dume fok után fekszik a látogatható Westward Beach majd a legnagyobb szabad partszakasz, a Zuma Beach, mely a szörfösök paradicsoma. Felette található a Zuma Canyon National Park, lovastúrák kedvelt helyszíne. A villákkal sűrűn beépítettTrancas Beach után már ritkulnak a házak. Három, egészen rövid látogatható partszakasz következik, az El Matador Beach, a La Piedra State Beach, majd az El Pescador State Beach. Az utolsó az egyik legszebb partszakasz, a látogatható Leo Carillo Beach különleges szikláival, vizesbarlangjaival, a kormoránok sziklájával. Vele szemben egy kanyon húzódik a hegység belsejébe, majd az út eléri Malibu határát.

### A lagúnától keletre
A mólótól keletre az egyik legdrágább és legexkluzívabb partszakasz következik, a Carbon Beach, folyamatosan vízparti villákkal beépítve. Közvetlenül a villák mögött már a hegyek kezdődnek. Ezután egy hatalmas, meredek, szinte függőleges sziklaletörés következik, a Big Rock, a hegység itt szinte az óceánig ér. A letörés feletti lankákon itt is villanegyed épült az utóbbi évtizedekben. A néhány évtizede még teljesen lakatlan terület első lakója, egyben a Rindge birodalomtól független El Rancho Piedra Gorda (Big Rock Ranch) első gazdája egy bizonyos Philip McAnany (1870–1955) nevű férfi volt, aki a hegyre vezető Big Rock Drive utat egymaga építette fel, egy traktor segítségével, 1915 táján. Az út a nyolcvanas években kapott szilárd burkolatot. McAnany nevét a beépített terület legszélén egy kis utca őrzi, a legvégén, közvetlenül Olivia Newton-John egykori birtoka mellett még látható 1993-ban leégett házának a maradványa. A Big Rocktól kissé keletre, néhány kilométerre a hegyek között találjuk a Tuna Canyon Parkot, amely egy természetvédelmi övezet. Ezután hamarosan a Malibu keleti határának számító Topanga Canyon következik. A kanyontól néhány száz méternyire található az igen fontos történeti emlékhely, a Getty Villa Museum, felette a Santa Ynez Canyon Park természetvédelmi övezet. Tovább haladva kelet felé, már a Los Angelesszel egybenőtt Pacific Palisades majd Santa Monica házai következnek.

### Túrák aSanta Monicahegységben

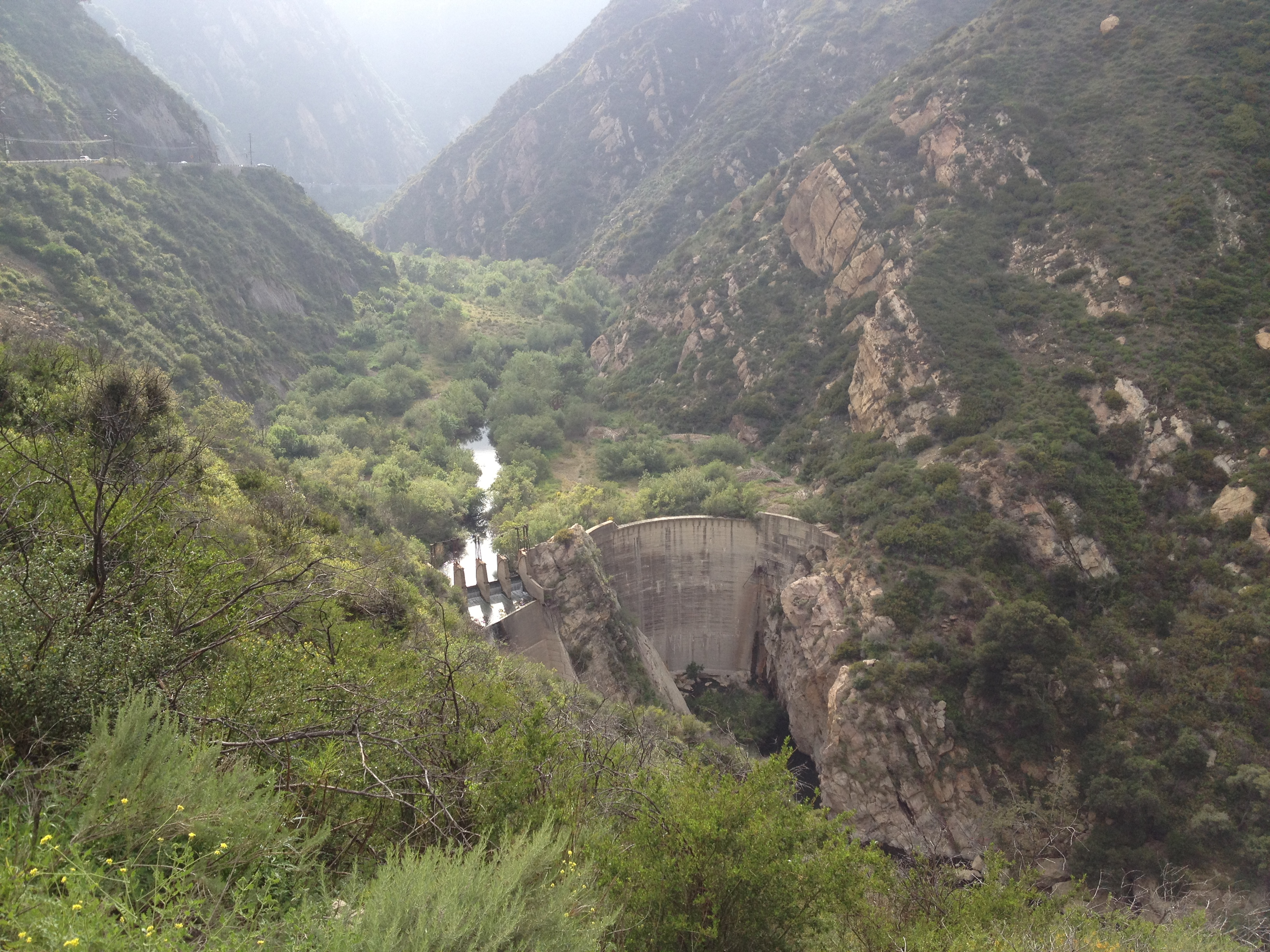
a Malibu Canyon és a duzzasztógát

A sok helyen közvetlenül az óceán partjánál kezdődő, 500 méter átlagos magasságú hegyvidéket patakok által vájt völgyek szabdalják, a völgyeket követve autóutak és gyalogösvények indulnak a hegység belseje felé. A közigazgatásilag már részben nem Malibuhoz tartozó hegyvidék számtalan természeti látnivalót kínál. Számos, kisebb vízeséssel tarkított patakvölgy, hegyi tavak, érdekes sziklák, kopár fennsíkok, tölgyesek, bozótosok, festői kilátóhelyek váltakoznak. Ezek egy része autóval is megközelíthető, mások azonban csak kerékpárral, vagy hosszabb-rövidebb gyalogtúrával érhetőek csak el. Lovasturizmus számára külön kijelölt ösvények vannak. A hegység viszonylag alacsony magassága és hosszú gerince miatt kiválóan alkalmas többnapos gerinctúrára. A hegység legismertebb látványosságait járja be a több, mint száz kilométer hosszú turistaösvény, a Backbone Trail System. A hívogatóan barátságos hegy azonban a szépségek mellett több veszély forrása.

#### A túrázás biztonsági szabályai
A biztonság végett néhány szabály betartása ajánlott: Csak jó egészségi és kipihent állapotban vágjunk túrának. Pontos térkép, elegendő mennyiségű víz és élelem, segélyhívó mobiltelefon mindig legyen velünk, GPS ajánlott. Napsapka és napszemüveg szükséges, erős túracipő és inkább hosszú nadrág javasolt. Túrázás előtt tájékozódjunk az időjárási viszonyokról, túl melegben, várható esőzések vagy a veszélyesen erős és forró Santa Ana szél idején nem tanácsos elindulni. Szálláshelyünkön tájékoztassuk a személyzetet túránk pontos útvonaláról és a visszaérkezés várható idejéről. A veszélyhelyzetek elkerülésére egyedül nem tanácsos hosszabb túrára indulni. Lehetőleg többedmagunkkal vagy szervezett túracsoporttal, szakképzett vezetővel induljunk távolabbi helyek meglátogatására. A túrákra a nagy meleg és a csörgőkígyók miatt kutyát vinni nem javasolt, egyes turistaösvényekre kutyát vinni nem is engedélyezett. A pontos, részletes szabályokról tájékoztatók vannak a szálláshelyeken elhelyezve, melyeket tanácsos betartani.

#### Veszélyes növények és állatok

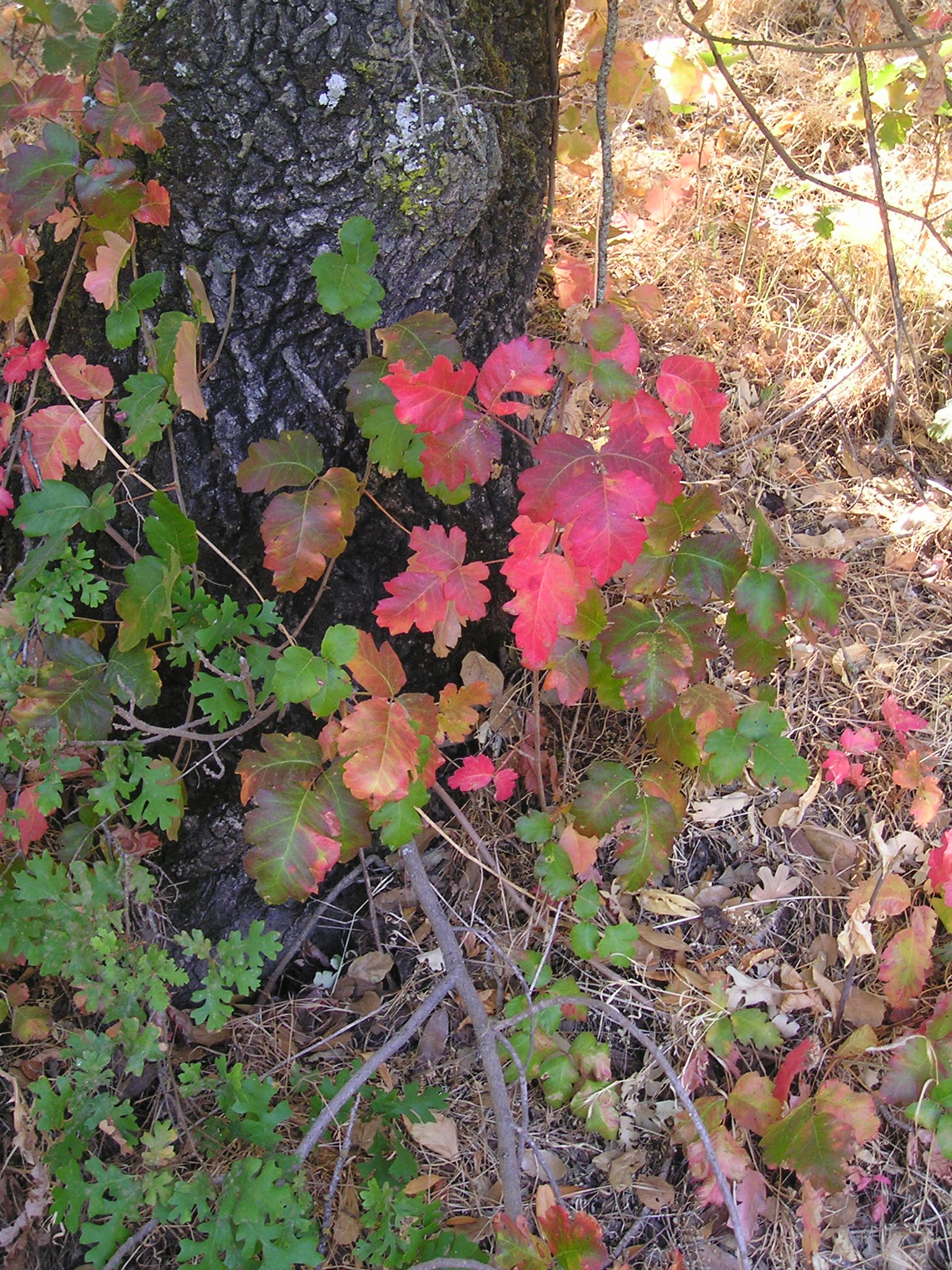
Mérges tölgy

Közönséges és nagyon gyakori növény a mérges tölgy (Toxicodendron diversilobum) nevű cserje, amelynek a legkisebb érintése, vagy akár egy hozzásúrlódott nadrágszár napokkal későbbi érintése is heteken keresztül tartó, igen fájdalmas, ekcéma jellegű bőrgyulladást okoz. A mérges tölgy miatt a túrázáshoz erős, zárt túracipő, hosszú nadrág, hosszú ujjú ing, a nap miatt sapka szükséges. A nadrágot és cipőt a túra befejeztével szintén a mérges tölgy miatt azonnal le kell venni és hideg vízben, védőkesztyűben vagy elkülönítve mosógépben ki kell mosni.
A legveszélyesebb állatfaj az igen gyakori csörgőkígyó. Gazos területeken, pincékben, garázsokban, fészerekben, de akár a villák udvarán is gyakran előfordul. A néhány, leghidegebb téli hónapot leszámítva bárhol és bármikor felbukkanhat. Nem agresszív, a mérge erős, de viszonylag lassan hat. Az ott lakók részéről való elővigyázatosságnak, a jól fejlett és gyors mentőszolgálatnak köszönhetően a halálos marás igen ritka. Túrázás közben az ösvényekről a mérges tölgy és a kígyók miatt nem tanácsos letérni még rövid távra sem. Humorosnak tűnő, de igen fontos szabály, az ösvényen heverő faágat átlépni tilos, mert lehet, hogy egy mozdulatlan csörgőkígyó. Marás esetén a legfontosabb, azonnal az összes ruhát, ékszert, órát levenni a megmart testrészről, értesíteni a 911-es számon a mentőket, majd nyugalomban maradni. A filmekben látott módszereket (a seb kiszívása, kivágása stb.) nem javasolt alkalmazni.
A vidék csúcsragadozója a puma. A Santa Monica-hegység legritkábban lakott részein alkalmilag felbukkanhat, de kerüli az embereket, ezért extrém helyzeteket leszámítva (például kölykei háborgatása), nem jelent veszélyt. A néha felbukkanó hiúz és prérifarkas szintén nem veszélyes az emberre. A legfontosabb szabály, felbukkanásuk esetén szigorúan tilos elfutni előlük.

### Malibu partszakaszai keletről nyugatra
- Topanga County Beach

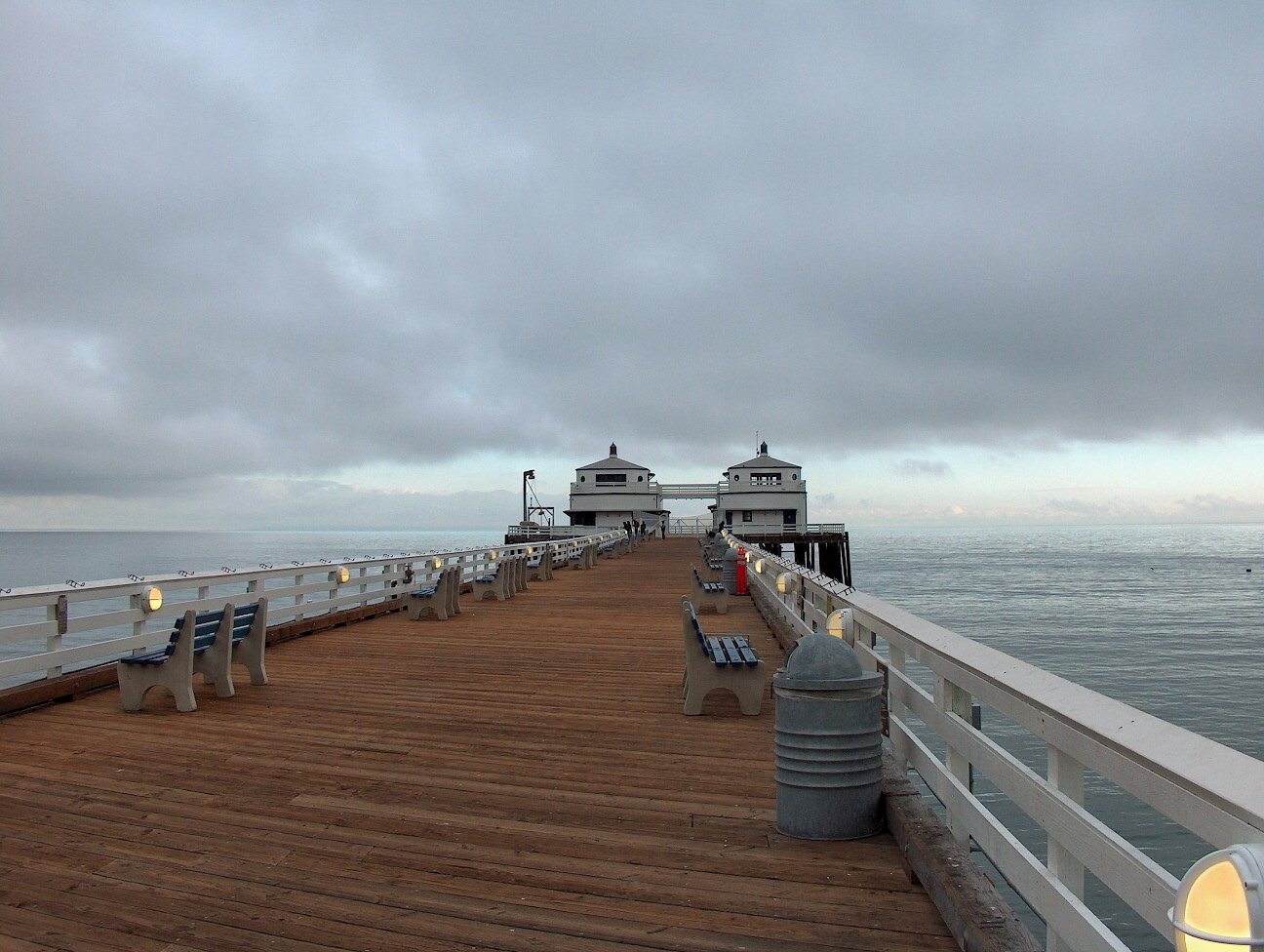
A malibui móló

- Las Tunas State Beach (látogatható)
- Big Rock Beach
- Las Flores Beach
- La Costa Beach
- Carbon Beach (zárt)
- Malibu Pier (a móló és környéke, látogatható)
- Malibu Surfrider County Beach (a lagúna és a móló közötti terület, látogatható)
- Malibu Lagoon State Beach (a lagúna környéke)
- Malibu Beach (zárt)
- Amarillo Beach (zárt)
- Puerco Beach
- Corral State Beach
- Dan Blocker County Beach (látogatható)
- Latigo Beach
- Escondido Beach (kutyával is látogatható partszakasz)
- Paradise Cove Beach
- Little Dume Beach
- Big Dume Beach
- Point Dume State Beach (látogatható)
- Westward Beach (látogatható)
- Zuma Beach County Park (a legnagyobb látogatható partszakasz)
- Trancas Beach (zárt)
- Broad Beach (zárt)
- Lechuza Beach
- El Matador State Beach (látogatható)
- La Piedra State Beach (látogatható)
- El Pescador State Beach (látogatható)
- Nicholas Canyon County Beach (látogatható)
- Leo Carrillo State Beach (látogatható)
- Ventura County Line Beach (látogatható)

#### Zárt partszakaszok

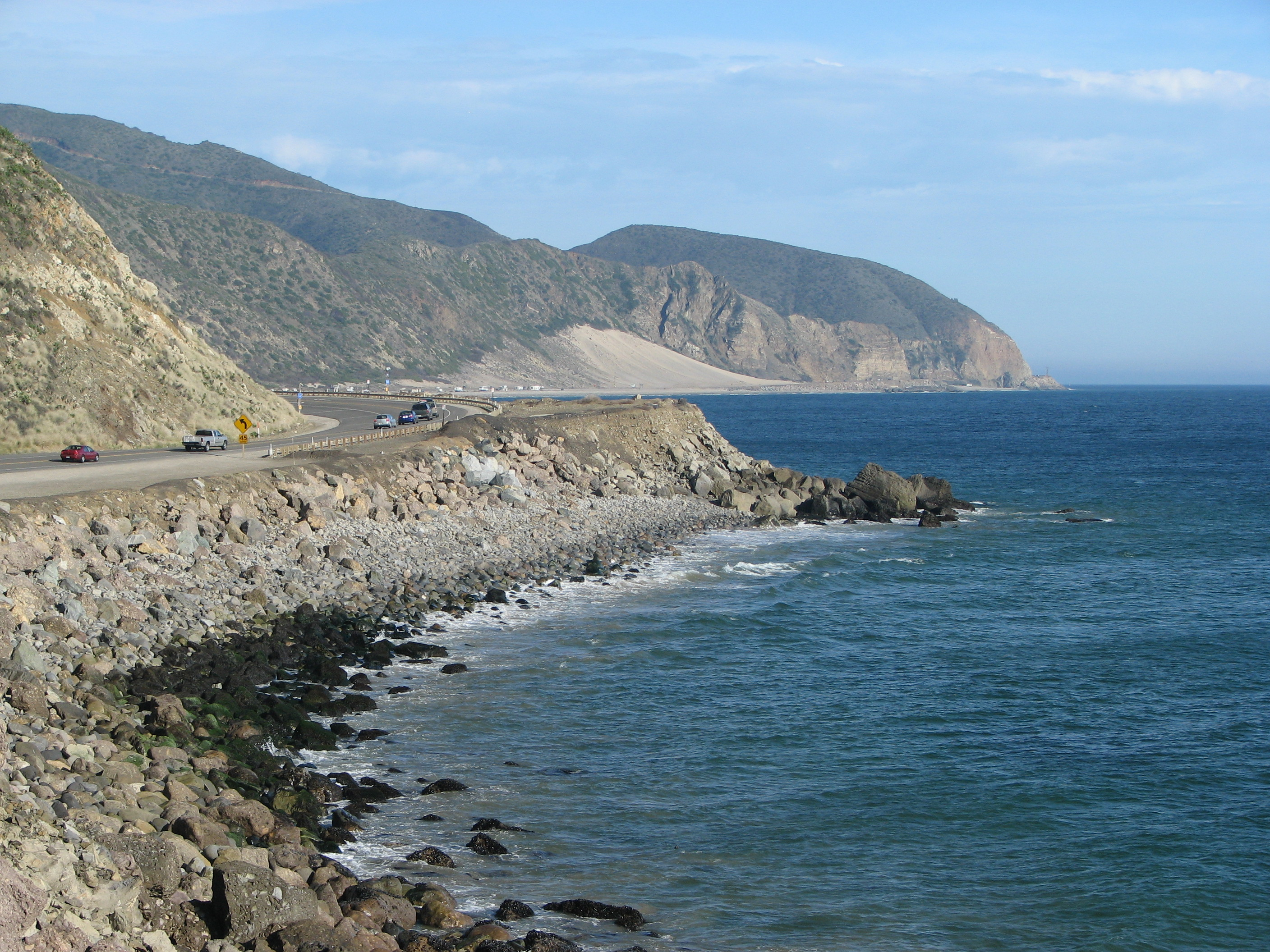
A Santa Monica Mountains

A partvonal sok helyen több kilométer hosszan folyamatosan be van építve házakkal, a parttól alig ötven méterre futó országútról helyenként a vizet hosszú szakaszon látni sem lehet. A helyi törvények szerint a villák és a víz dagálykori vonala közötti terület a ház gazdáját illeti meg, ezért hosszú, idegenek elől kerítéssel lezárt partszakaszok alakultak ki. Az amerikai parthasználati törvény viszont azt is kimondja, a dagály és az apály vonala közötti nedves homok (wet sand) már közterület, ahol bárki jogosan tartózkodhat napkeltétől napnyugtáig.
Fentiek alapján az apály időszaka alatt a nedves homok területén a zárt partszakaszokon is végig szabad sétálni. A nedves homok területéről a száraz homokra átmenni, a villákat megközelíteni, napnyugta és napkelte között a területen tartózkodni viszont már törvényellenes. A nedves homok területén jogosan tartózkodó turisták sem számíthatnak különösebben barátságos fogadtatásra az ottlakók részéről.
A villatulajdonosokat kötelezték bizonyos távolságokként lejáratokat biztosítani a vízhez, amit ők, ahol csak lehetett, elszabotáltak. A meglévő kevés lejárat nagyon jól van álcázva, arra különösen ügyeltek, hogy a lejáratok környékén véletlenül se legyen parkolóhely. A néhány száz partmenti villa tulajdonosa fenyegetve érzi nyugalmát és kiváltságait, érthető módon foggal-körömmel védené szó szoros értelemben különbejáratú kis partocskáját a kevésbé gazdagok és szerencsések elől, akik viszont ezt egyre rosszabb néven veszik. A villák előtti partszakaszok felszabadítására egyfajta békés mozgalom bontakozott ki az utóbbi években.
A területen több zárt partszakasz is található, ilyen a Trancas Beach, a lagúnánál nyugat felé kezdődő Malibu Beach és a mólótól kelet felé húzódó Carbon Beach.
A zárt partszakaszokon is találhatók panorámás éttermek, magasabb, de még megfizethető árkategóriában.

#### Látogatható partszakaszok
A lagúnától nyugatra található a kutyával is látogatható Escondido Beach, a Point Dume fok utáni Westward Beach, utána a hosszabb Zuma Beach, a szörfösök, könnyűbúvárok és fürdőzők paradicsoma, majd a rövidebb El Matador Beach, La Piedra Beach és az El Pescadero Beach, végül a Leo Carillo Beach.

### Sztártúrák
Malibu a némafilm korszak óta kedvelt lakóhelye a filmsztároknak, médiaszemélyiségeknek. Számtalan híresség tart fent lakó vagy hétvégi házat a környéken. Ezek lehetnek zárt, őrzött lakóparkokban, vízparti villasorokban, de lehetnek akár önálló villák vagy birtokok is. Az első ilyen filmes telep az 1920-as években létesült és azóta is létező Malibu Colony. Sokan abból a célból keresik fel a várost, hogy kedvenc színészük házát megtekintsék, esetleg személyesen is láthassák őket. Erre minimális az esély, mivel a legtöbb sztár csak alkalmilag használja malibui villáját, a villák többsége zárt és őrzött lakóparkokban van, magas kerítésekkel körülvéve. Szóbaelegyedni velük egyrészt szinte lehetetlen, másrészt a törvény által zaklatásnak minősül, és tiltott. A sztárok (többnyire reménytelen) érkezésére hosszasan várni, őket követni, zaklatni szigorúan tilos és kötelező letartóztatást eredményez. A rendőrökkel való vitatkozás, pláne az ellenszegülés ebben az esetben sokkal többet árt, mint használ. A szigorú rendelkezésnek elsősorban a sztárokat követő megszállottaktól és a bűnözőktől való félelem az oka. Egyéni sztártúrára csak kellően felkészülve, nagyon körültekintően és tapintatosan ajánlott vállalkozni. Tematikus buszos sztártúrák rendszeresen indulnak szakképzett vezetők segítségével.

## A malibui séták fontos szabályai
Biztonságuk és nyugalmuk érdekében következetesen betartott és szigorú szabályok védik a sztárokat és a helyi lakosokat. A villákat többnyire hivatásos biztonsági szolgálatok őrzik távfelügyelettel, gyanús tevékenység esetén vagy maguk jönnek ki, vagy értesítik a rendőrséget. A villákba különös ok nélkül (pl. vészhelyzet) becsöngetni, benyitni, a nagyobb, nyitott birtokokra engedély nélkül behatolni, azokon átmenni (trespassing), a zárt övezetekbe és zárt lakóparkokba engedély nélkül bemenni, a lakókkal vagy a személyzettel csevegésszerű beszélgetést kezdeményezni, feltűnően ólálkodni (loitering) és feltűnően magánbirtokot fotózni, a vízparti villák előtt a száraz homokon sétálni, napnyugta és napkelte között a villák előtti vízparton bárhol tartózkodni tilos!
A turista több helyen ütközhet „Trespassing and loitering forbidden by law” (átjárni és őgyelegni a törvény által tiltott), vagy hasonló szövegű táblába.
A „no trespassing” a táblával megjelölt területre való engedély nélküli belépést, azon áthaladást tiltja akkor is, ha nincs egyértelmű kerítés a terület körül.
A „loitering” (őgyelgés, ólálkodás) egy elmosódott fogalom, az életvitelszerű csavargástól az akár néhány perces ácsorgásig bármire alkalmazni lehet, gyakran akár külső megjelenés alapján alkalmazzák. Nem kifejezetten a turisták ellen hozták, hanem elsősorban a gyanúsan ácsorgó, hosszasan egy helyben tartózkodó, fel-alá sétálgató személyekre vonatkozik, akiknél felmerül az esetleges bűnelkövetés szándéka (pl. kábítószerárusok, prostituáltak, parkolókban ődöngő autótolvajok, terepszemléző betörők stb.). Magánterület (plázák, sportlétesítmények stb. is) gazdája, vagy felügyelője külön indoklás nélkül felkérhet bárkit, hogy erre a szabályra való tekintettel a területet hagyja el.
A kaliforniai törvény lehetővé teszi, hogy egyértelműen nyilvános közterületen tartózkodva (magánlakóparkok utcája, plázák stb. nem számítanak annak) magánterületet az intimszféra megsértése nélkül szabadon lehessen fotózni nem haszonszerzési céllal. Magánterületen tartózkodva (ez lehet lakás, villa, pláza, egyéb magánterület) már csak a terület gazdájának, vagy kezelőjének beleegyezésével szabad fotózni. Üzleti célú fotó készítéséhez mindenképpen engedélyre van szükség.

### Természetvédelmi övezetek, parkok, múzeumok, érdekességek Malibu környékén

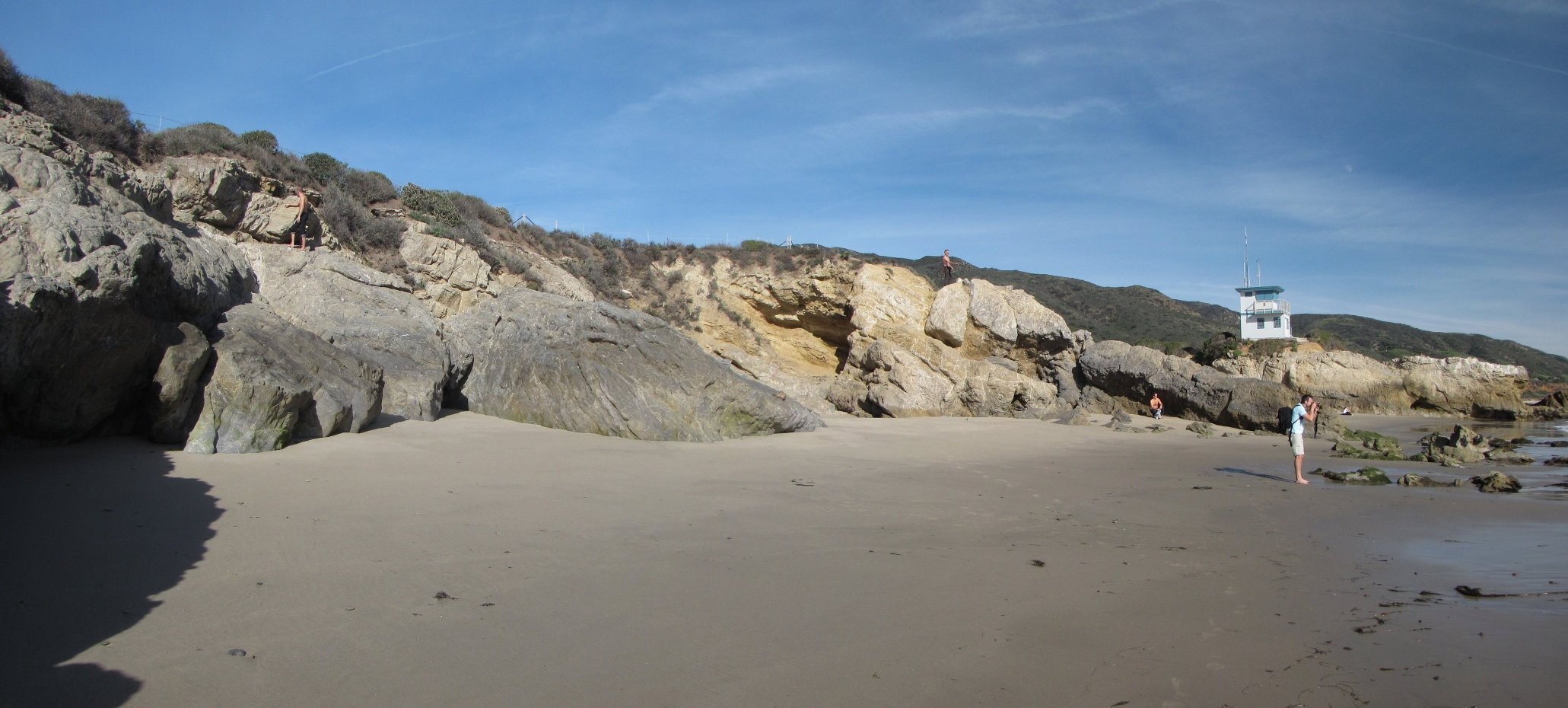
Leo Carillo State Beach, az egyik legszebb partszakasz

Az alábbi, nem teljes lista a Santa Monica hegység Malibu határain kívül eső, de a kis távolság miatt a város vonzáskörzetéhez tartozó nevezetességeit is tartalmazza.
- Malibu Lagoon State Beach - természetvédelmi övezet
- Adamson House, National Historical Site - kulturtörténeti helyszín
- Serra Retreat, az egykori Rindge kastély, ferences misszió
- Malibu Bluffs Park
- Point Dume State Beach - természetvédelmi övezet
- Robert H. Meyer Memorial State Beach - természetvédelmi övezet
- Tuna Canyon Park
- Santa Ynez Canyon Park
- Red Rock Canyon State Park
- Stunt Ranch State Park
- Calabasas Peak State Park
- Summit Valley Edmund D.Edelman Park
- Marvin Braude Mulholland Gate Park
- Corrall Canyon Park
- Malibu Creek State Park
- Peter Strauss Ranch
- Truinfo Creek Park
- Rocky Oaks Park
- Malibu Equestrian Park
- Charmlee County Regional Park
- Salwiwa Native American Indian Natural Area
- Arroyo Sequit Park
- Weisman Museum of Art, a Pepperdine Egyetem területén
- Ramirez Canyon Park, Barbra Streisand egykori birtoka, hetente egyszer látogatható
- Zuma Canyon National Park
- Solstice Canyon
- Getty Villa Museum
- Rindge gát
- Hindu templom
- MASH film forgatási helyszíne
- Kormoránok sziklája a Leo Carillo State Beach területén, a Grease első jelenetének és Sandra Dee Csirpe című filmjének forgatási helyszíne
- Paramount díszlet western falu
- Backbone trail, turistaösvény a hegység teljes hosszán át

### Kulturprogramok

a Getty Villa

Évente rendezik meg a malibui filmfesztivált, a zenei fesztivált, a chilifesztivált és a golfversenyt. Novemberben tartják a Malibu International Marathon futóversenyt. Kisebb helyi rendezvények, vásárok, koncertek, fesztiválok gyakran vannak. Az önkormányzat közlekedési és vészhelyzeti rádióállomása a WPTD 1620 AM, a Pepperdine Egyetem területén is működik rádióállomás, a KWVS 101.5 FM. Több rádiócsatorna számára átjátszóadó működik. A helyi közszolgálati tévécsatorna a Local Cable Channel 3. A város saját lapja a Malibu Times és a Malibu Surfride News.

## Közlekedés
A közlekedés gerincét az óceán partján futó Pacific Coast Highway jelenti, de a hegyeket is több országút szeli át, pl. a filmekből ismert Mulholland Highway. A hegység völgyein keresztül haladó legfontosabbak utak keletről nyugatra felsorolva a Topanga Canyon Road, Tuna Canyon Road, Las Flores Canyon Road, Malibu Canyon Road, Latigo Canyon Road, Kanan Dume Road, Encinal Canyon Road, Decker Road, a parttól a hegy felé, majd onnan Los Angeles felé tartó Mulholland Highway, valamint Malibu közigazgatási határa után két kilométerrel a Yerba Buena Road.
Hétköznap reggeltől kora estig átlag félóránként, hétvégén jóval ritkábban és csak délutánig jár a helyi 534-es autóbusz a Trancas Canyon (a Zuma Beach távolabbi vége) és Los Angeles között. A part teljes hosszában van helyközi buszjárat, de a közlekedés alapját a személyautó jelenti. A parkolóhely kevés, sok helyen fizetős, a parkolódíjak a nálunk szokásos magasabb díjakhoz hasonlóak. Utószezonban, hétköznap, rossz időben könnyen lehet parkolóhelyet találni, nyáron és hétvégén viszont sokszor szinte reménytelen. A természetvédelmi területek egy részében egész napra szóló behajtási, egyben parkolási díjat szednek az autósoktól, ezek összege 5 és 15 dollár között mozog általában. A kapuval lezárt és őrzött lakóparkokba idegeneket csak meghívásra engednek be.
A területen vasút, villamos nem található. A helyi tilalom miatt sétahajó sem jár Malibu partszakaszán.

## Gazdaság
Malibu területén, a lagúna közelében található a HRL Laboratories high-tech cég, mely 1960-ban Malibuban mutatta be a világ első működő lézerét. Ezt, valamint néhány szőlőgazdaságot leszámítva számottevő ipar és mezőgazdaság nincs. Több, főleg alkoholizmust és kábítószerfogyasztást gyógyító, luxusszintű rehabilitációs intézet működik Malibuban. A terület, jellegéből adódóan lényeges idegenforgalommal rendelkezik, de a tömeges turizmust minden erővel igyekeznek távoltartani. Ennek megfelelően csak viszonylag csekély számú és kisebb méretű szálloda és vendéglátóhely található, inkább a magasabb árkategóriában. Nagy méretű szállodák, toronyépületek építése nem engedélyezett. Az önkormányzat bevételének java része a magas ingatlanadóból származik.

## Oktatás
Malibu területén több általános iskola található, ezek a Point Dume Marine Science Elementary School (6955 Fernhill Drive), a Juan Cabrillo Elementary School (30237 Morning View Drive), a John L. Webster Elementary School (3602 Winter Canyon Road) köziskolák, az Our Lady of Malibu magániskola (3625 Winter Canyon Road) és az episzkopális egyház által fenntartott, mindössze néhány diákot fogadó St. Aidan's School (28211 Pacific Coast Highway). Két iskolai tábor működik a hegyek között, ezek a Miller Fred C. Camp School (433 South Encinal Canyon Road) és Kilpatrick Vernon Camp School (427 South Encinal Canyon Road).
Két középiskolája a Malibu High állami- (30215 Morning View Drive) és a Colin McEwen High School magániskola (23410 Civil Center Way). Malibu központjához közel található az ultramodern Pepperdine University egyetem.

## Problémák

### Földmozgások
Malibu a földkéreg egy igen aktív részén fekszik, a szárazföldi és óceáni lemezek találkozásánál, a kisebb földrengések szinte mindennaposak. Gyakori az erős szárazság, majd a nagyfokú esőzések, áradások következtében kialakuló földcsuszamlás, sárlavina. A látszólag erős, lejtős, beépített domboldalak is helyenként veszélyesen labilisak.

### ASanta Anaszél és a tűzvészek

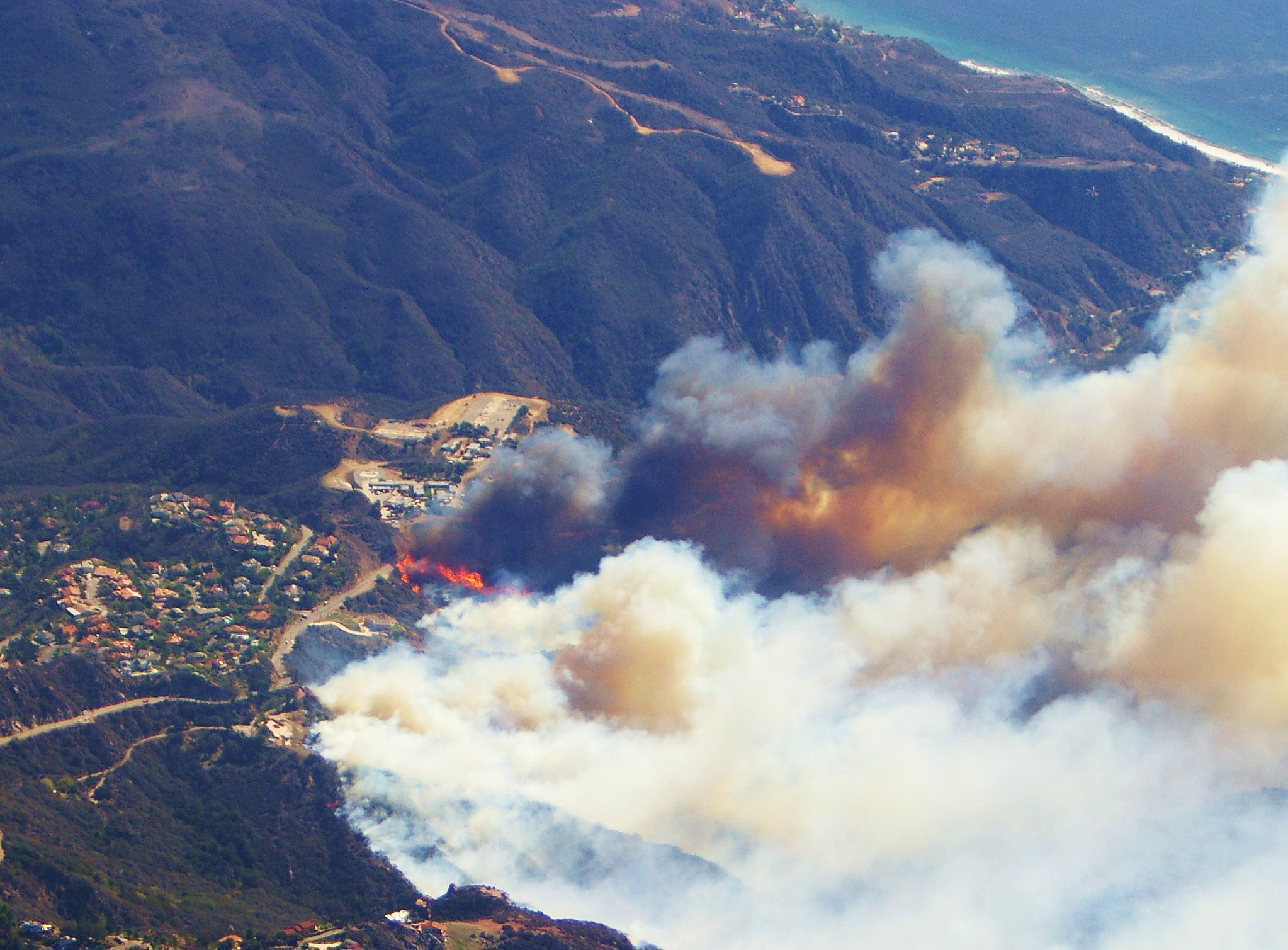
Tűzvész 2007 októberében

Főleg a téli hónapokban gyakori a szárazföld felől orkánsebességgel fújó extra száraz és forró Santa Ana szél. A Santa Ana alatt megszaporodnak a rosszullétek, öngyilkosságok, bűnesetek. Elég egyetlen eldobott csikk a fékezhetetlen tűzvész fellángolásához. A tomboló lángok átcsaphatnak a négysávos Pacific Coast Highway úton is, így akár a partmenti házak is leéghetnek. A közelmúlt legnagyobb tűzvészei 1993-ban, 1996-ban és 2007-ben voltak, mindhárom az őszi Santa Ana szél idején. A kisebb tüzek szinte rendszeresek. Az 1993-as tűz villák százait pusztította el, ekkor égett le Barbra Streisand villája is. A 2007-es tűz alatt elpusztult a lagúna melletti Bluff természetvédelmi park nagy része, vízparti villák égtek le az úton átcsapó lángok miatt.

### Csatornázás
A csatornázás a terület egészén nem megoldott. Régebben felmerült egy több százezer embert is kiszolgálni képes komplett csatornarendszer kiépítése, de a tömeges betelepülésektől és a terület vidékies arculatának elvesztésétől való félelem miatt elvetették, így a legmodernebb luxusvillák is szippantható szennyvíztárolóval vannak felszerelve.

### Szociális problémák
A filmcsillagairól és luxusvilláiról híres Malibu lakosságának nagyobb része egyáltalán nem milliomos, az amerikai középosztályhoz tartozik, annak megfelelő átlagos jövedelemmel. A megélhetési költségindex viszont Malibuban négyszerese, a munkanélküliség viszont megfelel az amerikai átlagnak. Az ingatlanárak rendkívül magasak, akárcsak az ingatlanadó.

### Bűnözés
Malibu közigazgatási területén alacsony a bűnözési ráta, kb. évi 200 eset jut százezer lakosra. A bűncselekmények legnagyobb része vagyon ellen irányuló; lopás, betörés. Az erőszakos bűnesetek száma kifejezetten alacsony. Lövöldözés, gyilkosság kivételesen fordul elő, bandaháború a területen ismeretlen fogalom.